# Clarkfield
Clarkfield is een plaats (city) in de Amerikaanse staat Minnesota, en valt bestuurlijk gezien onder Yellow Medicine County.

## Demografie
Bij de volkstelling in 2000 werd het aantal inwoners vastgesteld op 944.
In 2006 is het aantal inwoners door het United States Census Bureau geschat op 874, een daling van 70 (-7,4%).

## Geografie
Volgens het United States Census Bureau beslaat de plaats een oppervlakte van 2,8 km², geheel bestaande uit land. Clarkfield ligt op ongeveer 332 m boven zeeniveau.

## Plaatsen in de nabije omgeving
De onderstaande figuur toont nabijgelegen plaatsen in een straal van 24 km rond Clarkfield.

## Geboren
- Frank A. Piersol (1911-2010), componist, muziekpedagoog en dirigent